# Variabile d'ambiente
Una variabile d'ambiente (dall'inglese environment variable), in informatica, viene impiegata nell'uso corrente per indicare quel tipo particolare di variabile presente nell'ambiente globale di un interprete di comandi, e che è accessibile dai processi tramite meccanismi di gestione dipendenti dal sistema operativo in uso.
A seconda della famiglia di appartenenza del sistema operativo che si sta usando, esse hanno comportamenti leggermente diversi. Esempi di variabili in tal senso possono essere:
- Variabili d'ambiente nei sistemi operativi Unix e Unix-like.
- Variabili d'ambiente nei sistemi operativi Microsoft Windows.
- Variabili d'ambiente nei sistemi operativi AmigaOS.